# Insider (Ten Foot Pole)
Insider è il quarto album studio del gruppo pop punk statunitense Ten Foot Pole, pubblicato nel 1998 dalla Epitaph Records.

## Tracce
1. The Getaway – 3:40
2. Hammering Out the Details – 2:19
3. Another Half Apology – 2:41
4. This Is But a Test – 3:07
5. Another Year Goes By – 2:58
6. Nothing to Lose – 2:29
7. I Got Your Letter – 3:16
8. Officer I Swear She's 19 – 2:15
9. Still Knee Deep – 2:32
10. Late at Night – 3:02
11. I Won't Complain Today – 2:09
12. Seven – 2:57

## Crediti[2]
- Ramón Bretón - assistente al mastering
- Joe Gastwirt -	mastering
- Ryan Greene - produttore, ingegneria del suono, missaggio
- Travis Keller - fotografia
- Adam Krammer - ingegneria del suono, assistente all'ingegneria del suono
- Joseph Richard Negro - design, fotografia
- Ten Foot Pole - produttore, art director
- Kristin Vanderlip - art director
- Karin Yasuda - fotografia